# 胡鑠
胡铄（？—574年），南朝陈吴兴郡东迁县（今浙江省湖州市东旧馆）人，胡颖的弟弟。
胡铄随胡颖率军征伐。胡颖死后，胡铄继任统辖其军。历任东海、豫章二郡太守。转任员外散骑常侍。胡铄随章昭达南平欧阳纥，担任广州东江督护。陈文帝天嘉三年（562年），跟随陈顼破周迪，官至雄信将军。参与北伐，担任历阳郡太守。太建六年（574年）去世。